# 北京市第五十七中学
北京市第五十七中学建校于1954年，是位于北京市海淀区的一所公立完全中学。学校现有在校生2000余人，其中初中教学班45个，高中教学班22个。校址分为三处，北京市第五十七中学，北京市第五十七中学上庄分校（初三），北京市铁路实验小学（高二）。2019年4月9日，位于上庄地区的上庄中学开始由五十七中承办，改为北京市第五十七中学上庄分校。2020年，学校被认定为北京市第二批义务教育学校管理标准达标学校。同年入选北京市中小学科技教育示范学校名单。